# Vindula ladia
Vindula ladia är en fjärilsart som beskrevs av Hans Fruhstorfer 1912. Vindula ladia ingår i släktet Vindula och familjen praktfjärilar. Inga underarter finns listade i Catalogue of Life.